# نودی (تاجیکستان)
نودی (نودِه) یک منطقهٔ مسکونی در تاجیکستان است که در ناحیه‌های تابع جمهوری واقع شده‌است. نودی ۱۵،۴۲۵ نفر جمعیت دارد.